# Маргарет де Невилл
Маргарет де Невилл (англ. Margaret de Neville), урождённая Маргарет де Лонгвиллер (англ. Margaret de Longvillers; до 1252 — 1319) — английская баронесса, наследница владений Лонгвиллеров. После смерти отца унаследовала поместья в трёх английских графствах, принеся их в качестве приданого Джеффри VIII де Невиллу, который благодаря этому занял видное место в Ланкашире и Йоркшире. После смерти мужа король Эдуард I из-за малолетства наследника Маргарет позволил ей сохранить контроль над родовыми владениями с условием, что она не выйдет вторично замуж без согласия короля. В 1293 году она это разрешение получила. В 1294 и 1300 году она вызывалась на военную службу соответственно в Гаскони и Шотландии.
Маргарет была благотворительницей Болтонского аббатства, где, вероятно, и была похоронена.

## Биография
Маргарет родилась в Фарнли в Йоркшире в 1252 году или немного ранее. Она была дочерью и наследницей Джона де Лонгвиллера, после смерти которого унаследовала поместья, располагавшиеся в Линкольншире, Ланкашире Западном райдинге Йоркшира.
Главным владением доставшихся Маргарет земель было поместье Хорнби в Ланкашире. Кроме него, она владела Эплби в Линкольншире, а также несколькими другими небольшими поместьями (Танстолл, Меллингом, Ратон, Браконсберк, Эргум, Веннингтон, Ра, Фарлтон и Кансфелд). Также Маргарет держала несколько поместий от других землевладельцев: в Хаттон-Лонгвиллерс (Йоркшир) от сэра Роджера де Моубрея, Фарнли, Киркеби, Гергрейв, Коллинг, Конидлей и Брарли — от графа Линкольна.
Не позже февраля 1267 года Маргарет вышла замуж за английского барона Джеффри VIII де Невилла. Он был младшим братом Роберта I де Невилла, барона Рэби. Во время баронской войны Джеффри был сторонником короля Генриха III, в которой сражался в составе армии принца Уэльского Эдуарда (будущего короля Эдуарда I). Как младший сын, он имел незначительные личные владения, но брак с Маргарет позволил ему занять видное место в Ланкашире и Йоркшире.
В браке Маргарет родила минимум 6 детей — 5 сыновей и дочь. Её муж умер в 1285 году. Поскольку старший из сыновей, Джон I де Невилл, был ещё несовершеннолетним, над его владениями была установлена опека. Маргарет пришлось приложить немало усилий, чтобы сохранить контроль над своими родовыми владениями; для этого ей пришлось активно участвовать в различных судебных процессах. В итоге Эдуард I разрешил ей управлять землями Лонгвиллеров, но поставил условие, что она не может выйти повторно замуж без его согласия. В итоге в 1285 году она принесла оммаж за Хорнби. Кроме того, в 1288/1289 году ей было передано в пожизненное владение имение Хаттон-Лонгвиллерс.
В 1293 году король предоставил Маргарет разрешение выйти замуж, поэтому, вероятно, она в этом году заключила второй брак. В 1294 году Эдуард I обязал её нести военную службу в Гаскони, а в 1300 году — против шотландцев.
В регистрационной книге Болтонского аббатства сохранились записи о нескольких пожертвованиях, которые сделала ему Маргарет. Когда она использовала своё имя, то подписывалась как «domina Margareta de Longvl» или «domina Margareta de Nevill».
Маргарет умерла в 1319 году. Возможно, что она была похоронена в Болтонском аббатстве. Во время её похорон бедным были розданы 1440 галлонов (6546 литров) эля. Исполнителем её завещания был настоятель Болтонского монастыря.
После смерти Маргарет Томас, граф Ланкастер, и Роберт Холланд написали королю отдельные письма, поддерживая притязания наследника Маргарет на поместье Фарнли, которое, по их словам, она посредством недействительного акта об отчуждения земли передала некоему Уильяму де Невиллу. Позже Холланд добился права на опеку над землями наследника.

## Брак и дети
1-й муж: не позже февраля 1267 года Джеффри VIII де Невилл (умер в 1285). Дети:
- Джон I де Невилл (10 августа 1269 — 1319), феодальный барон Хорнби с 1285 года[4][5].
- Джеффри (IX) де Невилл[4][5].
- Роберт (I) де Невилл[4][5].
- Эдмунд де Невилл[4][5].
- Уильям де Невилл[4][5].
- Маргарет де Невилл; муж: Роберт из Норт-Милфорда[4][5].

Вероятно, в 1293 году Маргарет вышла замуж вторично.